# 반자동 변속기
반자동 변속기(Semi-automatic transmission)는 자동차 변속기 중의 하나이다.

## E-Gear

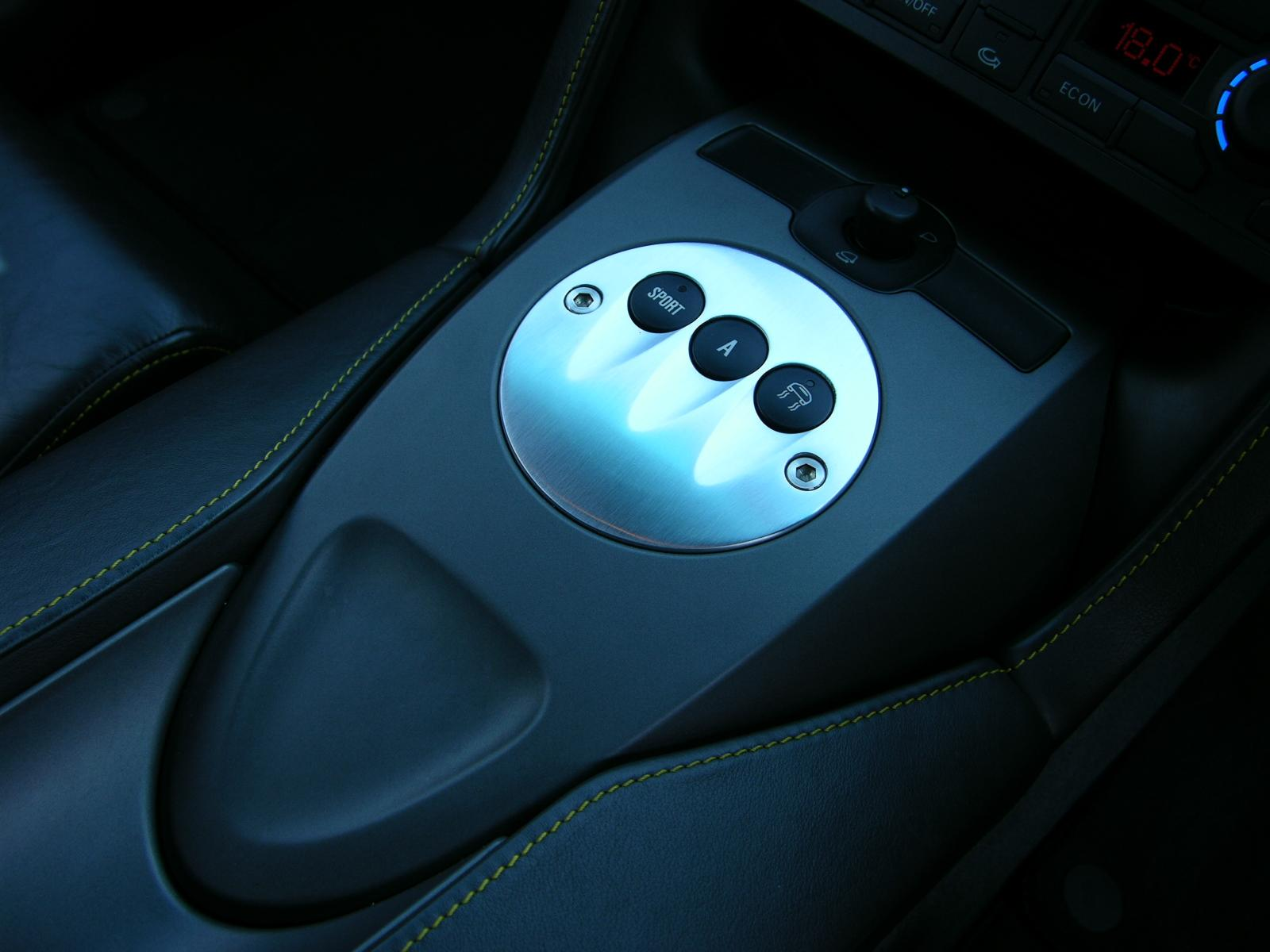
람보르기니 가야르도의 E-gear. 스틱이 아예 없다.

람보르기니 가야르도는 E-Gear를 사용하는데, 이것은 자동변속기가 아니라 반자동 변속기이다. 클러치를 밟는 등의 수동 조작 없이 전기신호로 자동 조작되며, 운전자는 자동모드, 노멀모드, 스포츠모드, 저속모드의 4가지 모드를 미리 선택하여 주행한다. 수동변속기보다 매우 빠른 변속이 된다.

## 같이 보기
- 듀얼 클러치 변속기 - 반자동 변속기의 일종이다.
- 셀레스피드 - 반자동 변속기의 일종이다.